# Первомайське (Первомайський район, Алтайський край)
Первома́йське (рос. Первомайское) — село у складі Первомайського району Алтайського краю, Росія. Адміністративний центр Первомайської сільської ради.

## Населення
Населення — 4796 осіб (2010; 5143 у 2002).
Національний склад (станом на 2002 рік):
- росіяни — 96 %